# Бровари (станція)
Бровари́ — вантажна станція 2-го класу Київської дирекції Південно-Західної залізниці на лінії Ніжин — Київ між зупинними пунктами Княжичі та Квітневий. Розташована в  місті Бровари Київської області — поблизу перетину вулиць Степана Бандери та Симона Петлюри з боку Масиву і поблизу вулиці Вокзальної з боку Торгмашу. Від станції відгалужується під'їзна колія до станція ТЕЦ-6 (Деснянський район)

## Історія

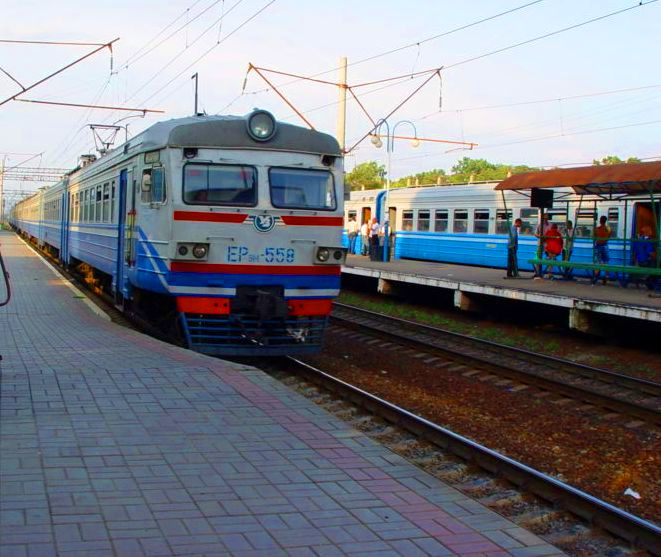

Станція відкрита 1868 року. На початку липня 1957 року електрифікована постійним струмом. Перші приміські електропоїзди запущені 6 липня 1957 року, для яких станція Бровари була кінцевою до 1964 року. Від цього року електрифікована лінія Бровари — Ніжин змінним струмом, а також переведена вся лінія на змінний струм.

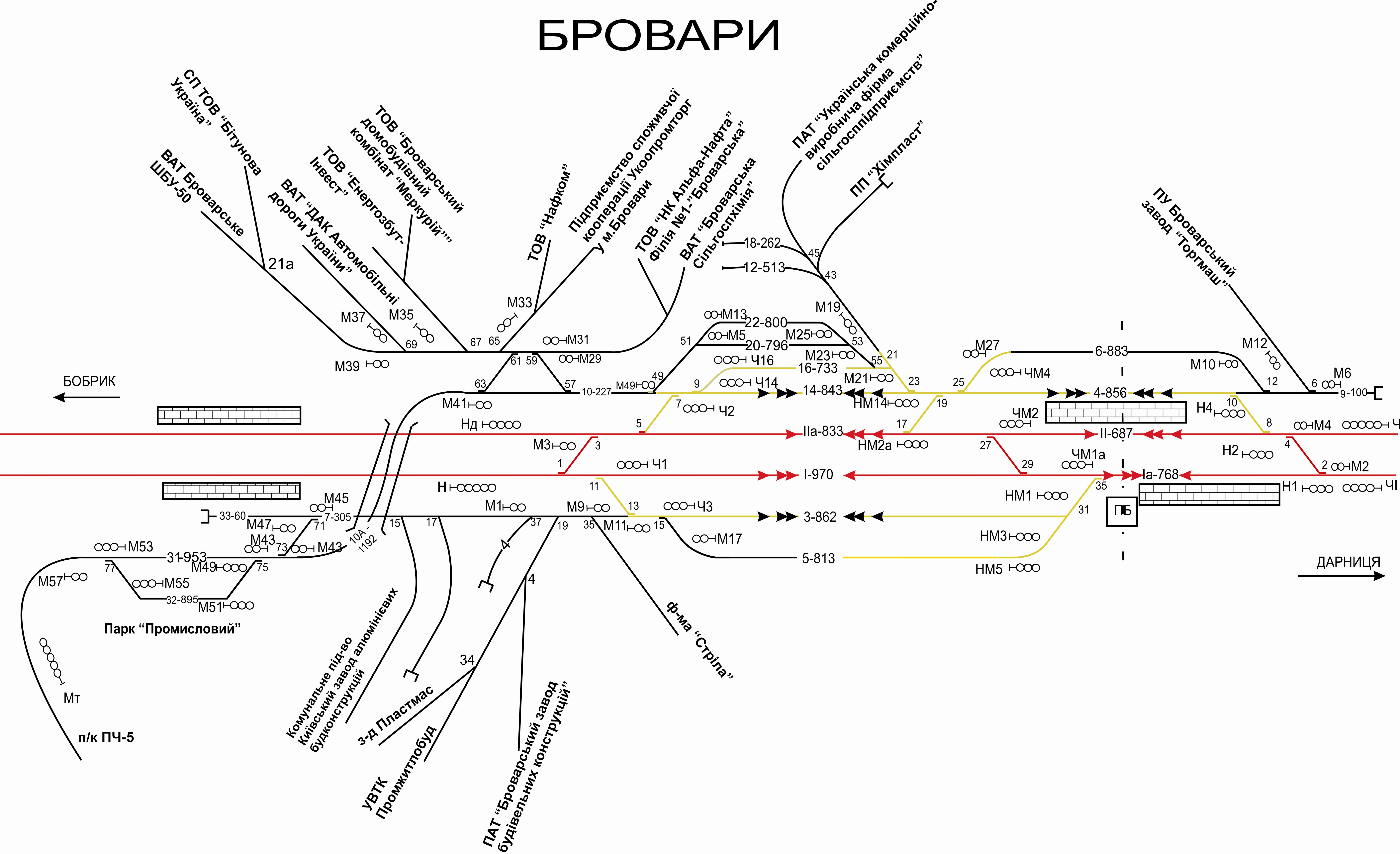
Схема станції Бровари

До складу станції входить парк «Промисловий», який має у своєму складі 6 колій.

## Пасажирське сполучення
На станції зупиняються приміські та регіональні електропоїзди напрямку Київ — Ніжин — Конотоп тощо, а також регіональні поїзди.
З 2 вересня 2021 року на маршруті Київ — Ніжин призначений додатковий модернізований електропоїзд ЕР9М-526, який зупиняється на станції Бровари. Завдяки цьому мешканці міста Бровари мають можливість дістатись до столиці всього лише за 36 хвилин. Електропоїзд обладнаний усіма зручностями для пасажирів. Зокрема йдеться про спеціальні місця та туалети для людей із інвалідністю, столики для пелинання малюків, тримачі для велосипедів тощо.

## Міський транспорт
Біля вокзалу розташовані кінцеві зупинки маршрутних таксі № 3, 9, 10, 704 (колишній № 332) та 783 (колишній № 404) — з боку мікрорайонів Масив і Промвузол. З боку Торгмашу  курсує також маршрут № 5 у напрямку Торгмаш — Промвузол.